# Juni 1979
Portal Geschichte | Portal Biografien | Aktuelle Ereignisse | Jahreskalender | Tagesartikel

◄ |
19. Jahrhundert |
20. Jahrhundert
| 21. Jahrhundert

◄ |
1940er |
1950er |
1960er |
1970er
| 1980er | 1990er | 2000er | ►

◄ |
1975 |
1976 |
1977 |
1978 |
1979
| 1980 | 1981 | 1982 | 1983 | ►

◄ |
März 1979 |
April 1979 |
Mai 1979 |
Juni 1979 |
Juli 1979 |
August 1979 |
September 1979 |
►
Dieser Artikel behandelt aktuelle Nachrichten und Ereignisse im Juni 1979.

## Tagesgeschehen

### Freitag, 1. Juni 1979

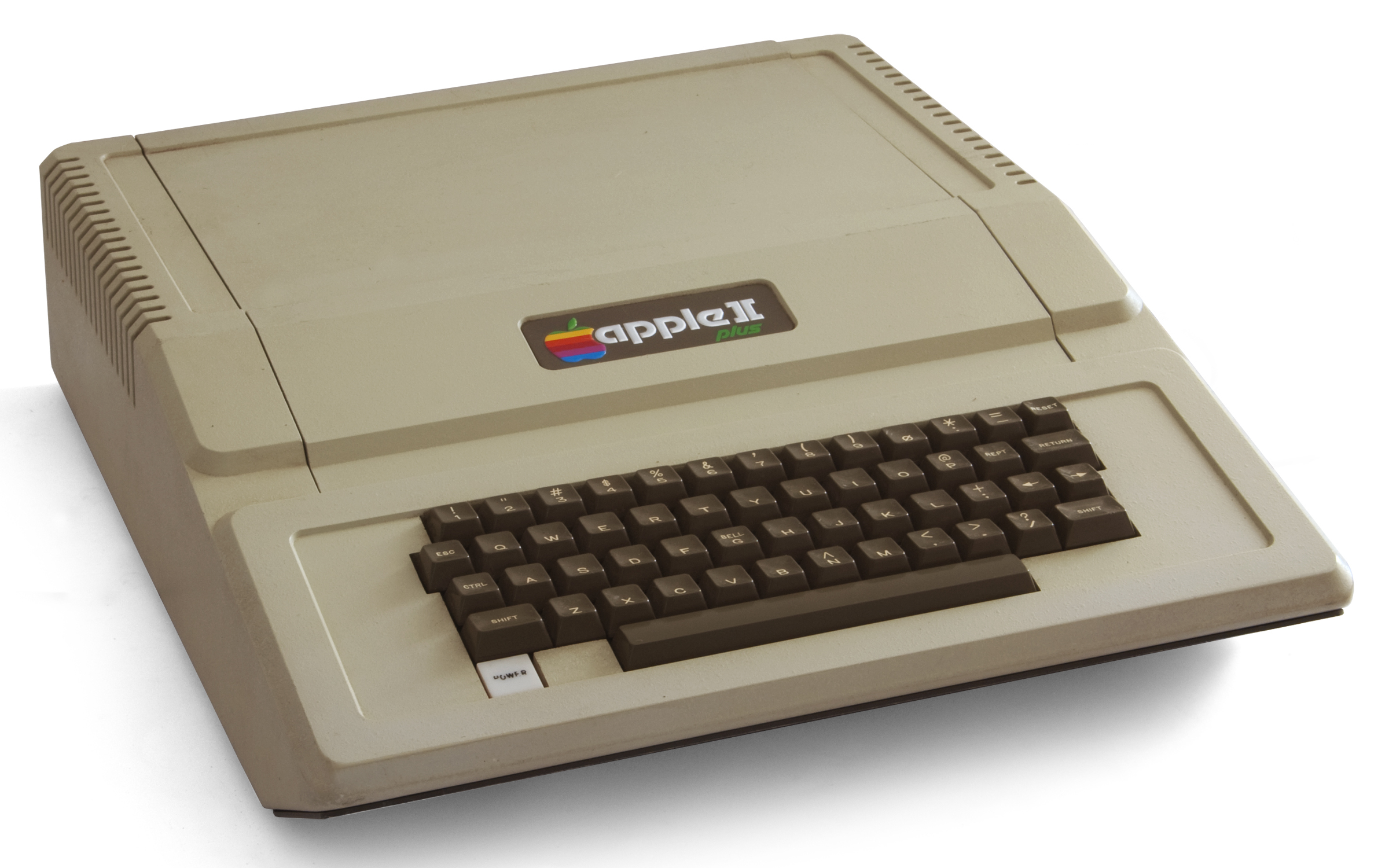
Apple II+

- Cupertino/Vereinigte Staaten: Der Hard- und Softwarehersteller Apple verkauft ab heute den Mikrocomputer Apple II+. Die Programmiersprache Applesoft BASIC wird im Gegensatz zum Vorgängermodell von einem eingebauten Nur-Lese-Speicher gestartet.[1]

### Samstag, 2. Juni 1979
- Bielefeld/Deutschland: Der Hamburger SV steht nach einem Remis bei Arminia Bielefeld vorzeitig als Deutscher Fußballmeister 1979 fest.[2]

### Sonntag, 3. Juni 1979
- Kiel/Deutschland: Die Regierung des Landes Schleswig-Holstein erklärt in Person von Ministerpräsident Gerhard Stoltenberg (CDU) die Kündigung des Staatsvertrags mit der öffentlich-rechtlichen Rundfunkanstalt NDR und begründet diesen Schritt mit der „mangelnden Sparsamkeit“ in der Anstalt, die Radiosender sowie einen TV-Sender für Hamburg, Niedersachsen und Schleswig-Holstein betreibt.[3]
- New York/Vereinigte Staaten: Bei der 33. Verleihung des Tony Awards werden Constance Cummings und Tom Conti jeweils für die beste Leistung in einer Hauptrolle in einem Theaterstück ausgezeichnet.[4]

### Montag, 4. Juni 1979
- Rom/Italien: Bei den vorgezogenen Parlamentswahlen verlieren die beiden größten politischen Parteien Christliche Demokratie (DC) und Kommunistische Partei anteilig Wählerstimmen, werden aber mit 38,3 % und 30,4 % der Stimmen weiterhin die größten Fraktionen in der Abgeordnetenkammer stellen. Der amtierende Präsident des Ministerrats Giulio Andreotti (DC) wird voraussichtlich wieder eine Regierung bilden können.[5]

### Dienstag, 5. Juni 1979
- Wien/Österreich: Bundespräsident Rudolf Kirchschläger gelobt die neue Bundesregierung unter dem seit 1970 amtierenden Bundeskanzler Bruno Kreisky (SPÖ) an. Bei der Nationalratswahl im Mai verteidigte die SPÖ ihre absolute Mehrheit der Mandate.[6]

### Mittwoch, 6. Juni 1979
- Mailand/Italien: Der Italiener Giuseppe Saronni gewinnt die 62. Ausgabe des Rad-Etappenrennens Giro d’Italia. Es ist sein erster Gesamtsieg bei dieser Veranstaltung und der 48. eines Italieners.[7]

### Freitag, 8. Juni 1979
- Berlin/Deutschland: Bei der Verleihung des Deutschen Filmpreises wird u. a. der Schauspieler Klaus Kinski für seine darstellerische Leistung im Film Nosferatu – Phantom der Nacht mit dem Filmband in Gold ausgezeichnet.[8][9]

### Sonntag, 10. Juni 1979

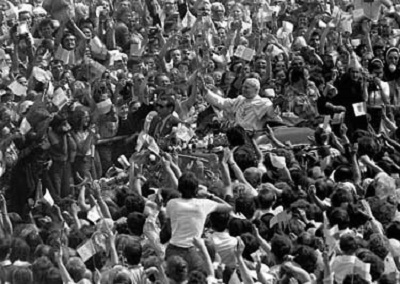
Papst-Reise durch Polen

- Frankreich/Straßburg: Die erste Europawahl, bei der die Bürger der Staaten der Europäischen Gemeinschaften die Volksvertreter direkt auswählen, geht zu Ende. Auf die Sozialistische Fraktion entfallen im ersten Europäischen Parlament mit 124 von 434 die meisten Mandate. Die Wahlbeteiligung liegt bei rund 66 % in Deutschland, während sie 91,4 % in Belgien und 32,2 % im Vereinigten Königreich beträgt.[10][11]
- Warschau/Polen: Die neuntägige Auslandsreise von Papst Johannes Paul II. nach Polen geht zu Ende. Dem gebürtigen Polen, der bis zu seiner Inthronisation im Oktober 1978 Karol Józef Wojtyła hieß, jubelten in seinem sozialistisch regierten Heimatland Millionen Menschen zu.[12]

### Dienstag, 12. Juni 1979
- Berlin/Deutschland: Das Ministerium des Innern der DDR weist an, dass jeder Bürger „zu jeder Zeit“ und „an jedem beliebigen“ Ort zügig medizinisch notversorgt werden kann. Zur Zeit hat das zentrale System der Schnellen Medizinischen Hilfe noch Lücken im ländlichen Raum.[13]

### Mittwoch, 13. Juni 1979
- Nürnberg/Deutschland: Der 18. Deutsche Evangelische Kirchentag beginnt. Er steht unter dem Motto: „Zur Hoffnung berufen“.[14]

### Freitag, 15. Juni 1979
- New York/Vereinigte Staaten: Die Vereinten Nationen verwenden zur Umschrift der Sprache Mandarin in das lateinische Schriftsystem ab heute die Pinyin-Methode. Die Folge ist u. a., dass in Dokumenten mit lateinischen Buchstaben die bisher als „Peking“ bekannte Hauptstadt der Volksrepublik China zu „Beijing“ wird. Die Volksrepublik verwendet die Pinyin-Methode seit über 20 Jahren.[15]

### Samstag, 16. Juni 1979

Servette FC Genève

- Genf/Schweiz: Der Servette FC Genève gewinnt das entscheidende Heimspiel gegen den Grasshopper Club Zürich und wird Schweizer Fussballmeister 1979.[16]

### Montag, 18. Juni 1979

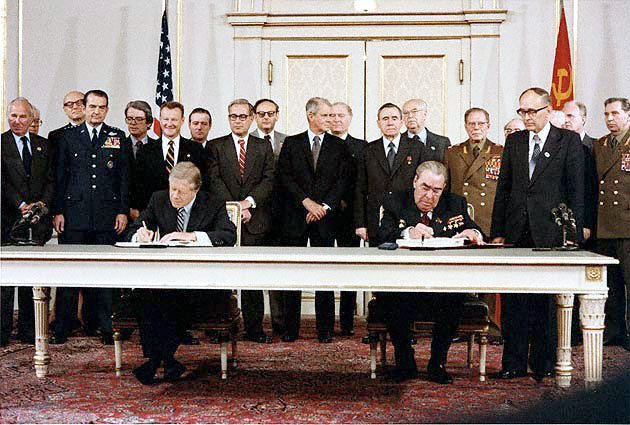
Unterzeichnung des Waffenlimitierungsvertrags SALT II

- Wien/Österreich: Der Präsident der Vereinigten Staaten Jimmy Carter und Leonid Breschnew als De-facto-Staatsoberhaupt der Sowjetunion unterzeichnen den Vertrag zur nuklearen Rüstungsbegrenzung SALT II. Beide Staaten wollen neben der Anzahl ihrer nuklearen Langstreckenwaffen auch die Kontingente ihrer nuklearen Mittelstreckenwaffen limitieren. Ende des Jahres 1985 soll der SALT-II-Vertrag auslaufen.[17]

### Mittwoch, 20. Juni 1979
- Bern/Schweiz: Der Titelverteidiger Servette FC Genève gewinnt das Final-Wiederholungsspiel im Schweizer Cup der Fussballer mit 3:2 gegen den Berner SC Young Boys.[18]
- Maria Enzersdorf/Österreich: Die SpG Swarovski Wacker Innsbruck trennt sich im Rückspiel des Finals im ÖFB-Cup mit 1:1 von Admira/Wacker Wien und wird, nachdem das Hinspiel 1:0 für Innsbruck endete, Österreichischer Fußballpokalsieger 1979.[19]

### Freitag, 22. Juni 1979

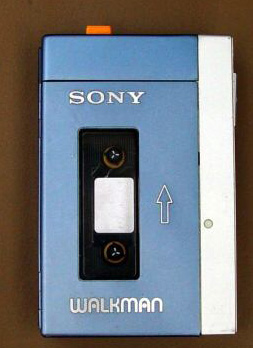
Walkman TPS-L2

- Atlantik: Die Atlantische Hurrikansaison 1979 beginnt, als sich das Tiefdruckgebiet Ana, das aus einer Tropischen Welle vor der Küste Afrikas hervorging, zum Tropischen Sturm verstärkt. Es bewegt sich in Richtung der Inseln über dem Winde.[20]
- Bern/Schweiz: Die Bundesversammlung beschließt, dass in der Schweiz klar begrenzte Baugebiete und Nicht-Baugebiete ausgewiesen werden. Konsens herrscht auch über die Einführung eines Bundesamts für Raumplanung in den nächsten Jahren.[21]
- Tokio/Japan: Der Hersteller von Unterhaltungselektronik Sony Corporation stellt auf einer Pressekonferenz im Yoyogi-Park die Weiterentwicklung der hauseigenen Musikkassetten-(MC)-Abspielgeräte vor. Es handelt sich um den batteriebetriebenen, mit Kopfhörern ausgestatteten MC-Player Sony Walkman TPS-L2, der in eine etwas größere Hosentasche hineinpasst. Der Verkauf in Japan soll am 1. Juli starten.[22]

### Samstag, 23. Juni 1979
- Hannover/Deutschland: Fortuna Düsseldorf gewinnt mit 1:0 nach Verlängerung gegen Hertha BSC das Finale im DFB-Pokal der Männer.[23]
- Washington, D.C./Vereinigte Staaten: Die Organisation Amerikanischer Staaten fordert angesichts der seit circa einem Jahr weltweit bekannten Menschenrechtsverletzungen in Nicaragua und wegen ergebnisloser Verhandlungen den dort diktatorisch regierenden Präsidenten Anastasio Somoza Debayle zum sofortigen Rücktritt auf.[24]

### Montag, 25. Juni 1979
- Saarbrücken/Deutschland: Der seit April 1959 amtierende saarländische Ministerpräsident Franz-Josef Röder (CDU) kündigt an, dass er zur Landtagswahl 1980 nicht noch einmal als Spitzenkandidat seiner Partei antreten werde, stattdessen schlägt er seinen Parteikollegen Werner Zeyer vor.[25]

### Dienstag, 26. Juni 1979
- Klagenfurt/Österreich: Der in Österreich lebende deutsche Schriftsteller Gert Hofmann gewinnt mit einem Text unter dem Titel Die Fistelstimme den Ingeborg-Bachmann-Preis 1979.[26]
- Saarbrücken/Deutschland: Durch den Tod des Ministerpräsidenten Franz-Josef Röder (CDU) heute morgen wird Wirtschaftsminister Werner Klumpp (FDP/DPS) kommissarisch neuer Ministerpräsident des Saarlands.[27]

### Donnerstag, 28. Juni 1979
- Tokio/Japan: Im Palast Akasaka trifft sich die Gruppe der Sieben zum fünften Weltwirtschaftsgipfel. Ein Ziel der versammelten Staats- und Regierungschefs von Deutschland, Frankreich, Italien, Japan, Kanada, den Vereinigten Staaten und dem Vereinigten Königreich sowie des Vertreters der EWG ist eine Stellungnahme zum Problem der Flugzeugentführungen.[28]

### Freitag, 29. Juni 1979

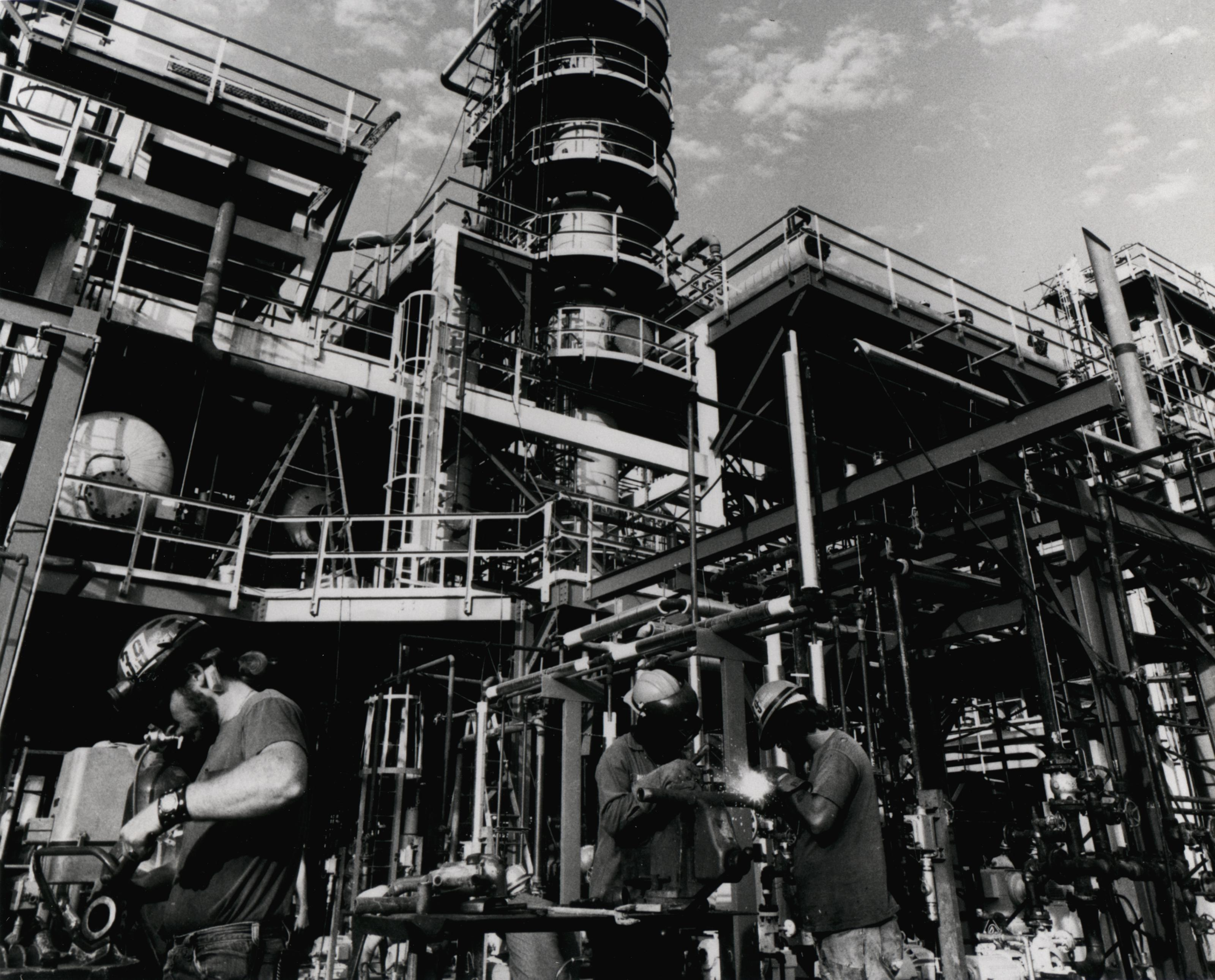
Neues Kohlekraftwerk in Baytown, Texas (1980)

- Tokio/Japan: In ihrer abschließenden Erklärung zum G7-Gipfel stellen die Repräsentanten der Gruppe der Sieben in einigen Staaten wirtschaftlichen Aufschwung seit dem letzten Gipfel in Bonn fest. Angesichts wieder ansteigender Preise für Erdöl wird weiterhin nach Lösungen für mehr Unabhängigkeit der Wirtschaft vom Öl gesucht. Im rücksichtsvollen Umgang mit der Umwelt soll die Förderung von Kohle so gut wie möglich ausgeweitet werden, auch die Bedeutung der Kernenergie wird betont. Beim Thema Flugverkehr wird die Erhöhung der Sicherheitsstandards vereinbart.[29]

### Samstag, 30. Juni 1979

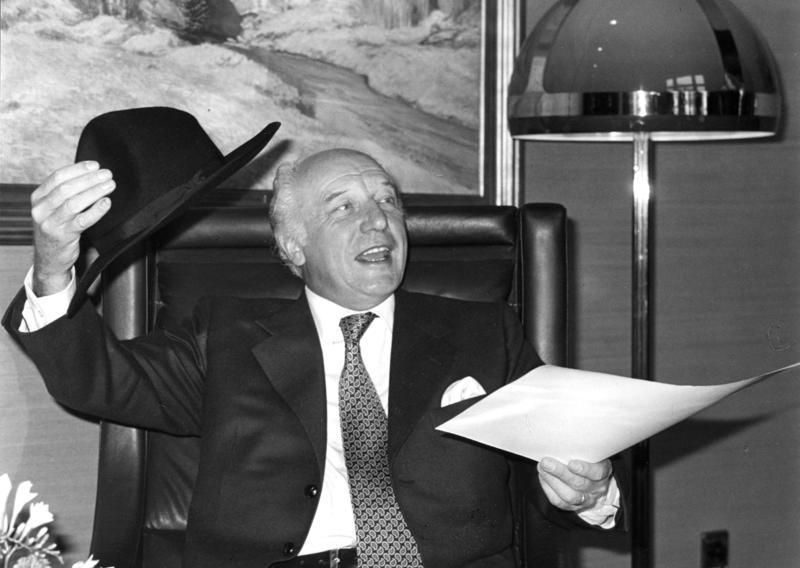
Walter Scheel

- Bonn/Deutschland: Bundespräsident Walter Scheel wird nach fünfjähriger Amtszeit mit einem großen Zapfenstreich verabschiedet. Seine vier Musikwünsche waren der Prinz-Eugen-Marsch, das Volkslied Die Gedanken sind frei, Lützows wilde, verwegene Jagd und der Präsentiermarsch des Bonner Husaren-Regiments.[30]

## Weblinks

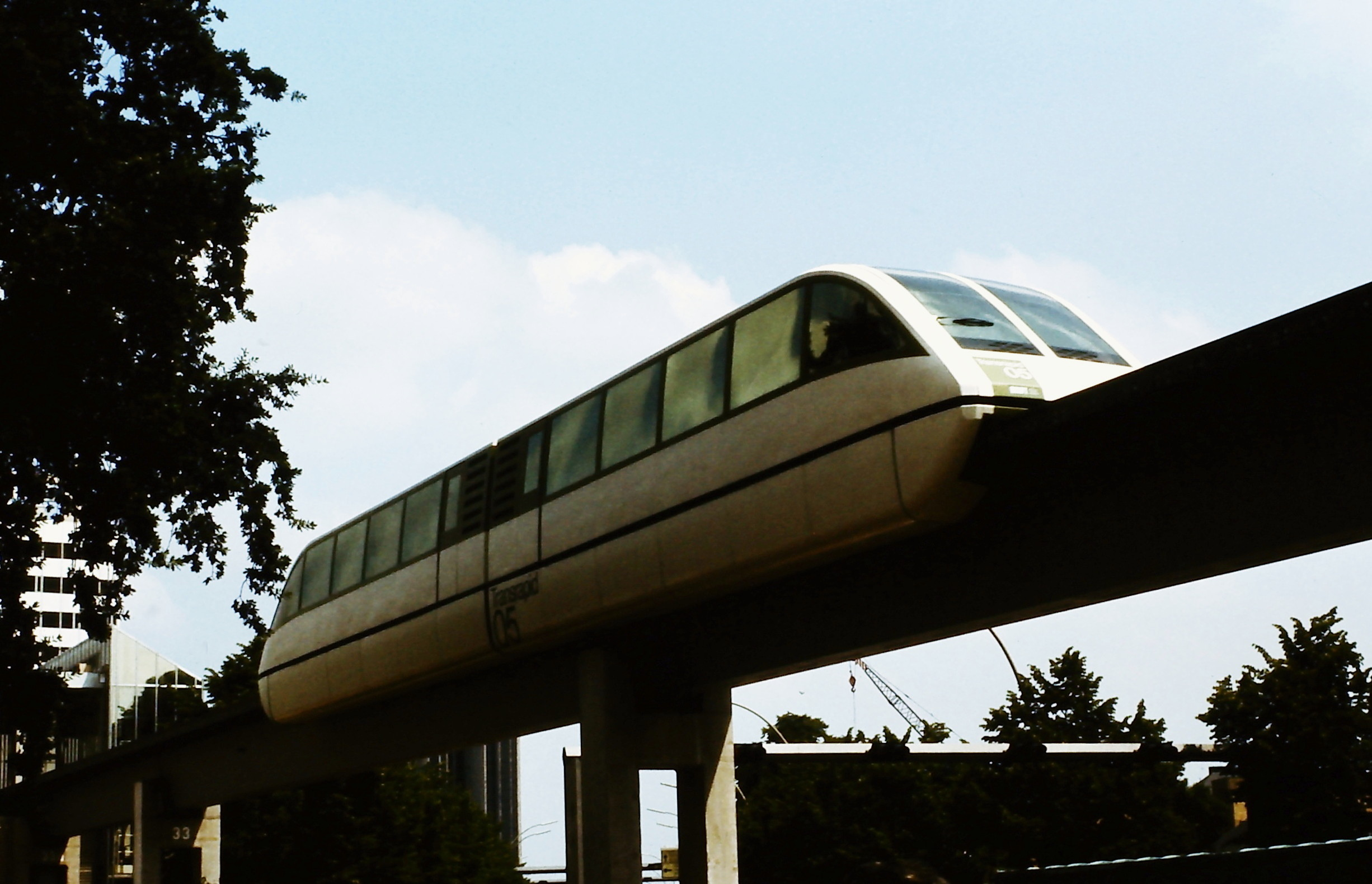
Hamburg im Juni 1979